# Шона (Алба)
Шона (рум. Șona) — село у повіті Алба в Румунії. Адміністративний центр комуни Шона.
Село розташоване на відстані 256 км на північний захід від Бухареста, 37 км на північний схід від Алба-Юлії, 69 км на південний схід від Клуж-Напоки, 138 км на північний захід від Брашова.

## Населення
За даними перепису населення 2002 року у селі проживали 1122 особи.
Національний склад населення села:
| Національність | Кількість осіб | Відсоток |
| -------------- | -------------- | -------- |
| румуни         | 961            | 85,7%    |
| цигани         | 83             | 7,4%     |
| угорці         | 51             | 4,5%     |
| німці          | 27             | 2,4%     |

Рідною мовою назвали:
| Мова      | Кількість осіб | Відсоток |
| --------- | -------------- | -------- |
| румунська | 1054           | 93,9%    |
| угорська  | 43             | 3,8%     |
| німецька  | 25             | 2,2%     |